# Fort-301
Il Fort-301 è un fucile di precisione attualmente utilizzato dalla Guardia nazionale dell'Ucraina.

## Descrizione
Il Fort-301 è un derivato del fucile automatico israeliano IMI Galil. È un fucile da cecchino di calibro 7,62x51 mm – arma semiautomatica destinata a colpire bersagli a grande distanza con elevata precisione. Incarna un design semplice e affidabile con un funzionamento facile. Il calcio, l'impugnatura, il paramano e altre parti del Fort-301 sono tutti realizzati in tecnopolimeri. Gli accessori standard includono: calzino laterale pieghevole, mirino ottico 6x e bipiede pieghevole.

## Utilizzatori
Ucraina
- Guardia nazionale dell'Ucraina